# Святий Петроній (Мікеланджело)
Як Гарізенда видасться тому,

Хто йде внизу, нахиленою грізно

Й от-от впаде на голову йому, —

Мені здававсь Антей таким приблизно(…)
Данте Аліґ'єрі, «Божественна Комедія», Пекло, пісня XXXI: 136-139
(уривок; переклад Є. Дроб'язко)
«Святи́й Петро́ній» (італ. San Petronio; також — «Святи́й Петро́ній, яки́й трима́є моде́ль Боло́ньї») — мармурова скульптура єпископа Петронія, католицького святого, покровителя міста Болонья, створена італійським скульптором і художником Мікеланджело Буонарроті 1495 року.

## Історія створення
Замовлення на три статуї для гробниці Святого Домініка Мікеланджело отримав завдяки протекції Джованні Франческо Альдовранді, який був одним із «16 міських правителів». Мікеланджело жив у домі Альдовранді протягом перебування у Болоньї, і «той дуже любив його як художника».
Вазарі пише, що Мікеланджело «зробив ці фігури так, що вони вийшли кращими від інших, які там були».

## Опис твору
Святий Петроній зображений традиційно у повний зріст, в шатах єпископа. Говард Бенджамін Гіббард (англ. Howard Benjamin Hibbard), американський мистецтвознавець, професор Колумбійського університету, писав, що статуя «(…) вражає силою свого контрапосту, підкресленого пишними складками одягу». Покровитель Болоньї тримає у руках модель міста, про яку Вільям Воллес писав, що це «чудова кубістична композиція, схематична замальовка, що містить усі найвизначніші будівлі Болоньї, включно зі стінами, на яких зображені герби, та похилими вежами[а], оспіваними Данте[б]».
Гіббард також підкреслив вплив на цю статую Мікеланджело робіт його великого сієнського попередника Якопо делла Кверча.